# 세화고등학교 (경북)
세화고등학교(世和高等學校)는 대한민국 경상북도 포항시 북구 우현동에 위치한 사립 고등학교이다.
- 1986.05.24. 학교법인 경포학원 설립인가
- 1987.01.31. 경포여자고등학교 설립인가(학년당 4학급 총 12학급)
- 1987.03.01. 초대 우기화 교장 취임
- 1987.12.12. 학칙변경(학년당 6학급 총18학급)
- 1989.01.17. 학칙변경(학년당 8학급 총24학급)
- 1990.02.09. 제1회 졸업식(201명)
- 1991.12.03. 제2대 김태영 교장 취임
- 1993.03.01. 학교법인 세화학원 설립변경 세화여자고등학교 교명변경
- 1996.12.31. 제3대 이동선 교장 취임
- 1999.10.01. 제4대 김중균 교장 취임
- 2001.03.01. 제5대 장대식 교장 취임
- 2003.03.18. 학칙변경(1학년 10학급, 2학년 10학급, 3학년 10학급 총30학급)
- 2003.09.01. 제6대 최상준 교장 취임
- 2006.03.01. 세화고등학교 교명 변경
- 2007.01.09. 정임락 이사장 취임
- 2007.03.01. 학칙변경(학년당 7학급 총21학급)
- 2008.05.13. 제7대 송무근 교장 취임
- 2010.03.02. 제8대 권순덕 교장 취임
- 2011.04.07. 2012학년 사교육절감형 창의경영학교 선정
- 2011.06.14. 2012학년 과목중점교과교실제 실시학교 선정
- 2014.09.01. 제9대 장해청 교장 취임
- 2015.11.06. 다목적강당 설치 예산 확보
- 2017.03.01. 2017년 고교평준화 편입 확정
- 2018.03.01. 제10대 이상배 교장 취임
- 2018.12.27. 학업중단예방 우수학교 선정
- 2019.04.15. 나눔실천리더활동 최우수학교 수상
- 2019.12.31. 학교폭력 Zero 학교 달성
- 2021.01.04. 고교학점제(교과교실제) 선도학교 선정
- 2022.01.05. 제33회 졸업식(79명, 누계 8,793명)
- 2022.03.02. 제36회 입학식(88명)
- 2023.01.04. 제34회 졸업식(73명, 누계 8,866명)
- 2023.03.02. 제37회 입학식(90명)
- 2024.02.06. 제35회 졸업식(74명, 누계8,944명)
- 2024.03.04. 제38회 입학식(89명)
- 2024.09.01. 제11대 윤재덕 교장 취임
- 2025.01.02. 제36회졸업식(79명, 누계9,023명)
- 2025.03.01. 제39회 입학식(82명)

## 참고 자료
- 세화고등학교 - 한국교육학술정보원 학교알리미